# Melissodes nigroaenea
Melissodes nigroaenea är en biart som först beskrevs av Smith 1854.  Melissodes nigroaenea ingår i släktet Melissodes och familjen långtungebin. Inga underarter finns listade i Catalogue of Life.